# Liste von Terroranschlägen in El Salvador
Die Liste von Terroranschlägen in El Salvador beinhaltet eine Übersicht über in El Salvador verübte Terroranschläge.

## Erläuterung
In der Spalte Politische Ausrichtung ist die politische bzw. weltanschauliche Einordnung der Täter angegeben: faschistisch, rassistisch, nationalistisch, nationalsozialistisch, sozialistisch, kommunistisch, antiimperialistisch, islamistisch (schiitisch, sunnitisch, deobandisch, salafistisch, wahhabitisch), hinduistisch. Bei vorrangig auf staatliche Unabhängigkeit oder Autonomie zielender Ausrichtung ist autonomistisch vorangestellt, gefolgt von der Region oder der Volksgruppe und ggf. weiteren Merkmalen der Täter: armenisch, irisch (katholisch), kurdisch, tirolisch, tschetschenisch, dagestanisch, punjabisch (sikhistisch), palästinensisch.
Die Opferzahlen der Anschläge werden farbig dargestellt:

Die Zahl bei den Anschlägen getöteter/verletzter Täter ist in Klammern ( ) gesetzt.

## 1979
| Datum/Beginn       | Ort          | Artikel, Beleg(e) | Täter | Politische Ausrichtung                  | Mittel      | Ziel           | Tote | Verletzte | Hintergrund                   |
| ------------------ | ------------ | ----------------- | ----- | --------------------------------------- | ----------- | -------------- | ---- | --------- | ----------------------------- |
| 25. September 1979 | San Salvador | [ 1 ]             | FPL   | kommunistisch, marxistisch-leninistisch | Sprengstoff | Nationalpalast | 7    | 30        | Salvadorianischer Bürgerkrieg |

## 1980
| Datum/Beginn       | Ort                    | Artikel, Beleg(e) | Täter | Politische Ausrichtung   | Mittel                                           | Ziel                        | Tote | Verletzte | Hintergrund                   |
| ------------------ | ---------------------- | ----------------- | ----- | ------------------------ | ------------------------------------------------ | --------------------------- | ---- | --------- | ----------------------------- |
| 27. Januar 1980    | Santa Ana              | [ 2 ]             | FMLN  | marxistisch-leninistisch | Automatische Schusswaffen, Gewehr(e), Pistole(n) | Dorf                        | 20   | 1         | Salvadorianischer Bürgerkrieg |
| 17. März 1980      | Cuscatlán              | [ 3 ]             |       |                          | Automatische Schusswaffe(n)                      | Militärpatrouille, Hazienda | 28   | 0         | Salvadorianischer Bürgerkrieg |
| 24. März 1980      | La Libertad            | [ 4 ]             |       |                          | Automatische Schusswaffe(n)                      | Militärpatrouille           | 25   | 0         | Salvadorianischer Bürgerkrieg |
| 24. März 1980      | Chalatenango           | [ 5 ]             |       |                          | Automatische Schusswaffe(n)                      | Polizeieinheit              | 0    | 22        | Salvadorianischer Bürgerkrieg |
| 17. Mai 1980       | Usulután, Chalatenango | [ 6 ] [ 7 ] [ 8 ] |       |                          | Automatische Schusswaffen                        | Militäreinheiten            | 150  | 0         | Salvadorianischer Bürgerkrieg |
| 30. Mai 1980       | San Vicente            | [ 9 ]             |       |                          | Automatische Schusswaffe(n)                      | Dorf                        | 20   | 0         | Salvadorianischer Bürgerkrieg |
| 30. Mai 1980       | Usulután               | [ 10 ]            | FMLN  | marxistisch-leninistisch | Automatische Schusswaffe(n)                      | Dorf                        | 26   | 0         | Salvadorianischer Bürgerkrieg |
| 02. Juni 1980      | Morazán                | [ 11 ]            | FMLN  | marxistisch-leninistisch | Automatische Schusswaffe(n)                      | Nationalgardeneinheit       | 40   | 100       | Salvadorianischer Bürgerkrieg |
| 09. Juni 1980      | La Unión               | [ 12 ]            |       |                          | Automatische Schusswaffe(n)                      | Polizeieinheit              | 21   | 0         | Salvadorianischer Bürgerkrieg |
| 26. Juni 1980      | San Salvador           | [ 13 ]            |       |                          | Automatische Schusswaffe(n)                      | Militäreinheit              | 25   | 12        | Salvadorianischer Bürgerkrieg |
| 07. August 1980    | Chalatenango           | [ 14 ]            | FMLN  | marxistisch-leninistisch | Automatische Schusswaffe(n)                      | Militäreinheit              | 47   | 0         | Salvadorianischer Bürgerkrieg |
| 08. August 1980    | Chalatenango           | [ 15 ]            |       |                          | Automatische Schusswaffe(n)                      | Militäreinheit              | 23   | 0         | Salvadorianischer Bürgerkrieg |
| 15. August 1980    | Suchitoto              | [ 16 ]            |       |                          | Automatische Schusswaffe(n)                      | Militärstützpunkt           | 300  | 0         | Salvadorianischer Bürgerkrieg |
| 16. August 1980    | Aguilares              | [ 17 ]            |       |                          | Automatische Schusswaffe(n)                      | Plantage                    | 35   | 0         | Salvadorianischer Bürgerkrieg |
| 27. August 1980    | San Salvador           | [ 18 ]            | FMLN  | marxistisch-leninistisch | Automatische Schusswaffe(n)                      | Kraftwerk                   | 25   | 0         | Salvadorianischer Bürgerkrieg |
| 09. September 1980 | Cuscatlán              | [ 19 ]            |       |                          | Automatische Schusswaffe(n)                      | Dorf                        | 60   | 0         | Salvadorianischer Bürgerkrieg |
| 11. September 1980 | San Salvador           | [ 20 ]            | FMLN  | marxistisch-leninistisch | Automatische Schusswaffe(n)                      | Dorf                        | 20   | 0         | Salvadorianischer Bürgerkrieg |
| 18. September 1980 | San Miguel             | [ 21 ]            |       |                          | Automatische Schusswaffe(n)                      | Militäreinheit              | 24   | 6         | Salvadorianischer Bürgerkrieg |
| 14. Oktober 1980   | San Vicente            | [ 22 ]            |       |                          | Automatische Schusswaffe(n)                      | Militäreinheit              | 54   | 0         | Salvadorianischer Bürgerkrieg |
| 15. Oktober 1980   | San Vicente            | [ 23 ]            |       |                          | Automatische Schusswaffe(n)                      | Militäreinheit              | 40   | 0         | Salvadorianischer Bürgerkrieg |
| 14. Oktober 1980   | Usulután               | [ 24 ]            | FMLN  | marxistisch-leninistisch |                                                  |                             | 58   |           | Salvadorianischer Bürgerkrieg |
| 06. November 1980  | San Salvador           | [ 25 ]            | FMLN  | marxistisch-leninistisch | Automatische Schusswaffe(n)                      | Militärstützpunkt           | 20   | 0         | Salvadorianischer Bürgerkrieg |
| 25. November 1980  | San Salvador           | [ 26 ]            |       |                          | Automatische Schusswaffe(n)                      | Militäreinheit              | 22   | 0         | Salvadorianischer Bürgerkrieg |
| 18. Dezember 1980  | Berlín                 | [ 27 ] [ 28 ]     |       |                          | Automatische Schusswaffen                        | Militäreinheiten            | 87   |           | Salvadorianischer Bürgerkrieg |

## 1981
| Datum/Beginn      | Ort          | Artikel, Beleg(e) | Täter           | Politische Ausrichtung   | Mittel                                      | Ziel              | Tote | Verletzte | Hintergrund                   |
| ----------------- | ------------ | ----------------- | --------------- | ------------------------ | ------------------------------------------- | ----------------- | ---- | --------- | ----------------------------- |
| 08. Januar 1981   | Armenia      | [ 29 ]            |                 |                          | Automatische Schusswaffe(n)                 | Militäreinheiten  | 50   | 0         | Salvadorianischer Bürgerkrieg |
| 09. Januar 1981   | San Salvador | [ 30 ]            |                 |                          | Automatische Schusswaffe(n)                 | Militärpatrouille | 27   | 0         | Salvadorianischer Bürgerkrieg |
| 11. Januar 1981   | San Vicente  | [ 31 ]            |                 |                          | Automatische Schusswaffe(n)                 | Militäreinheit    | 25   | 0         | Salvadorianischer Bürgerkrieg |
| 11. Januar 1981   | Chalchuapa   | [ 32 ]            |                 |                          | Automatische Schusswaffe(n)                 | Militäreinheit    | 40   | 0         | Salvadorianischer Bürgerkrieg |
| 17. Januar 1981   | La Unión     | [ 33 ]            | FMLN            | marxistisch-leninistisch | Automatische Schusswaffe(n)                 | Militäreinheiten  | 87   | 0         | Salvadorianischer Bürgerkrieg |
| 05. Februar 1981  | Chalchuapa   | [ 34 ]            | FMLN            | marxistisch-leninistisch | Automatische Schusswaffe(n)                 | Stadt             | 45   | 0         | Salvadorianischer Bürgerkrieg |
| 05. Februar 1981  | Usulután     | [ 35 ]            | Linke Guerillas | linksextremistisch       | Sprengstoff                                 | Güterzug          | 22   | 0         | Salvadorianischer Bürgerkrieg |
| 09. Februar 1981  | Cuscatlán    | [ 36 ]            | FMLN            | marxistisch-leninistisch | Automatische Schusswaffen, Mörser, Granaten | Bus               | 18   | 23        | Salvadorianischer Bürgerkrieg |
| 22. Februar 1981  | San Vincente | [ 37 ]            | FMLN            | marxistisch-leninistisch | Automatische Schusswaffe(n)                 | Militäreinheit    | 50   | 0         | Salvadorianischer Bürgerkrieg |
| 27. Februar 1981  | San Vincente | [ 38 ]            | FMLN            | marxistisch-leninistisch | Automatische Schusswaffe(n)                 | Militäreinheit    | 45   | 0         | Salvadorianischer Bürgerkrieg |
| 02. März 1981     | San Vicente  | [ 39 ]            | FMLN            | marxistisch-leninistisch | Automatische Schusswaffe(n)                 | Militäreinheit    | 40   | 0         | Salvadorianischer Bürgerkrieg |
| 03. März 1981     | San Vicente  | [ 40 ]            |                 |                          | Automatische Schusswaffe(n)                 | Militäreinheit    | 60   | 0         | Salvadorianischer Bürgerkrieg |
| 06. März 1981     | Chalatenango | [ 41 ]            |                 |                          | Automatische Schusswaffe(n)                 | Militäreinheit    | 38   | 0         | Salvadorianischer Bürgerkrieg |
| 08. März 1981     | San Vicente  | [ 42 ]            |                 |                          | Automatische Schusswaffe(n)                 | Dorf              | 100  | 0         | Salvadorianischer Bürgerkrieg |
| 07. April 1981    | San Salvador | [ 43 ]            |                 |                          | Automatische Schusswaffe(n)                 | Militäreinheit    | 20   | 4         | Salvadorianischer Bürgerkrieg |
| 09. April 1981    | Soyapango    | [ 44 ]            | FMLN            | marxistisch-leninistisch | Automatische Schusswaffe(n)                 | Polizeieinheit    | 23   | 0         | Salvadorianischer Bürgerkrieg |
| 07. April 1981    | San Salvador | [ 45 ]            |                 |                          | Automatische Schusswaffe(n)                 | Militäreinheit    | 20   | 4         | Salvadorianischer Bürgerkrieg |
| 09. April 1981    | Soyapango    | [ 46 ]            | FMLN            | marxistisch-leninistisch | Automatische Schusswaffe(n)                 | Polizeieinheit    | 23   | 0         | Salvadorianischer Bürgerkrieg |
| 11. Mai 1981      | Morazán      | [ 47 ]            |                 |                          | Automatische Schusswaffe(n)                 | Militäreinheit    | 0    | 26        | Salvadorianischer Bürgerkrieg |
| 07. Juni 1981     | Zacatecoluca | [ 48 ]            | FMLN            | marxistisch-leninistisch | Automatische Schusswaffe(n)                 | Militäreinheit    | 27   | 0         | Salvadorianischer Bürgerkrieg |
| 11. Juni 1981     | Chalatenango | [ 49 ]            | FMLN            | marxistisch-leninistisch | Automatische Schusswaffe(n), Rakete(n)      | Militärposten     | 30   | 0         | Salvadorianischer Bürgerkrieg |
| 25. Juni 1981     | San Vicente  | [ 50 ]            |                 |                          | Automatische Schusswaffe(n)                 | Militäreinheiten  | 30   | 15        | Salvadorianischer Bürgerkrieg |
| 26. Juli 1981     | San Vicente  | [ 51 ]            |                 |                          | Automatische Schusswaffe(n), Granatwerfer   | Hazienda          | 21   |           | Salvadorianischer Bürgerkrieg |
| 20. August 1981   | Cabañas      | [ 52 ]            |                 |                          | Automatische Schusswaffe(n)                 | Bus               | 20   | 15        | Salvadorianischer Bürgerkrieg |
| 19. Oktober 1981  | La Unión     | [ 53 ]            |                 |                          | Automatische Schusswaffe(n)                 | Militäreinheit    | 20   | 0         | Salvadorianischer Bürgerkrieg |
| 29. November 1981 | San Miguel   | [ 54 ]            |                 |                          | Automatische Schusswaffe(n)                 | Militäreinheit    | 30   | 0         | Salvadorianischer Bürgerkrieg |
| 13. Dezember 1981 | Morazán      | [ 55 ]            |                 |                          | Automatische Schusswaffe(n)                 | Militäreinheit    | 40   | 0         | Salvadorianischer Bürgerkrieg |

## 1982
| Datum/Beginn       | Ort          | Artikel, Beleg(e) | Täter     | Politische Ausrichtung   | Mittel                                   | Ziel             | Tote | Verletzte | Hintergrund                   |
| ------------------ | ------------ | ----------------- | --------- | ------------------------ | ---------------------------------------- | ---------------- | ---- | --------- | ----------------------------- |
| 10. Januar 1982    | San Vicente  | [ 56 ]            | FMLN      | marxistisch-leninistisch | Automatische Schusswaffe(n)              | Militäreinheit   | 48   | 0         | Salvadorianischer Bürgerkrieg |
| 21. Januar 1982    | Morazán      | [ 57 ]            | FMLN      | marxistisch-leninistisch | Automatische Schusswaffe(n)              | Dorf             | 45   | 0         | Salvadorianischer Bürgerkrieg |
| 02. Februar 1982   | Chalatenango | [ 58 ]            |           |                          | Automatische Schusswaffe(n)              | Dorf             | 80   | 0         | Salvadorianischer Bürgerkrieg |
| 21. Februar 1982   | Cabañas      | [ 59 ]            | FMLN      | marxistisch-leninistisch | Automatische Schusswaffe(n)              | Militäreinheit   | 24   | 0         | Salvadorianischer Bürgerkrieg |
| 03. März 1982      | San Vicente  | [ 60 ]            | FMLN      | marxistisch-leninistisch | Automatische Schusswaffe(n)              | Militäreinheit   | 60   | 0         | Salvadorianischer Bürgerkrieg |
| 12. März 1982      | Chalatenango | [ 61 ]            | FMLN      | marxistisch-leninistisch | Automatische Schusswaffe(n)              | Militäreinheit   | 30   | 0         | Salvadorianischer Bürgerkrieg |
| 14. März 1982      | San Vicente  | [ 62 ]            | FMLN      | marxistisch-leninistisch | Automatische Schusswaffe(n)              | Militäreinheit   | 40   | 0         | Salvadorianischer Bürgerkrieg |
| 05. April 1982     | San Vicente  | [ 63 ]            |           |                          | Automatische Schusswaffe(n)              | Militäreinheit   | 22   | 0         | Salvadorianischer Bürgerkrieg |
| 13. Mai 1982       | San Vicente  | [ 64 ]            |           |                          | Automatische Schusswaffe(n)              | Militäreinheit   | 22   | 0         | Salvadorianischer Bürgerkrieg |
| 26. Juni 1982      | Chalatenango | [ 65 ]            | FMLN, FDR | marxistisch-leninistisch | Automatische Schusswaffe(n)              | Dorf             | 21   | 0         | Salvadorianischer Bürgerkrieg |
| 29. Juli 1982      | Usulután     | [ 66 ]            | FMLN      | marxistisch-leninistisch | Automatische Schusswaffe(n)              | Militäreinheit   | 23   | 0         | Salvadorianischer Bürgerkrieg |
| 20. August 1982    | San Vicente  | [ 67 ]            | FMLN      | marxistisch-leninistisch | Automatische Schusswaffe(n)              | Militäreinheit   | 30   | 0         | Salvadorianischer Bürgerkrieg |
| 17. September 1982 | San Miguel   | [ 68 ]            |           |                          | Schusswaffen, Brandstiftung              | Dorf             | 20   | 0         | Salvadorianischer Bürgerkrieg |
| 17. Oktober 1982   | Usulután     | [ 69 ]            | FMLN      | marxistisch-leninistisch | Automatische Schusswaffe(n)              | Militäreinheit   | 20   |           | Salvadorianischer Bürgerkrieg |
| 23. Oktober 1982   | Cabañas      | [ 70 ]            | FMLN      | marxistisch-leninistisch | Automatische Schusswaffe(n)              | Militäreinheit   | 50   |           | Salvadorianischer Bürgerkrieg |
| 26. Oktober 1982   | San Miguel   | [ 71 ]            | FMLN      | marxistisch-leninistisch | Automatische Schusswaffe(n)              | Militäreinheiten | 124  |           | Salvadorianischer Bürgerkrieg |
| 27. Oktober 1982   | Cabañas      | [ 72 ]            | FMLN      | marxistisch-leninistisch | Automatische Schusswaffe(n)              | Militäreinheit   | 76   |           | Salvadorianischer Bürgerkrieg |
| 30. November 1982  | San Miguel   | [ 73 ]            | FMLN      | marxistisch-leninistisch | Automatische Schusswaffe(n), Sprengstoff | Zug              | 24   | 6         | Salvadorianischer Bürgerkrieg |
| 05. Dezember 1982  | La Unión     | [ 74 ]            | FMLN      | marxistisch-leninistisch | Automatische Schusswaffe(n)              | Militärkonvoi    | 32   |           | Salvadorianischer Bürgerkrieg |
| 06. Dezember 1982  | Morazán      | [ 75 ]            | FMLN      | marxistisch-leninistisch | Automatische Schusswaffe(n)              | Militäreinheit   | 100  |           | Salvadorianischer Bürgerkrieg |
| 10. Dezember 1982  | San Vicente  | [ 76 ]            | FMLN      | marxistisch-leninistisch | Automatische Schusswaffe(n)              | Dorf             | 23   |           | Salvadorianischer Bürgerkrieg |
| 18. Dezember 1982  | San Salvador | [ 77 ]            | FMLN      | marxistisch-leninistisch | Automatische Schusswaffe(n)              | Militäreinheit   | 33   |           | Salvadorianischer Bürgerkrieg |

## 1983
| Datum/Beginn       | Ort          | Artikel, Beleg(e) | Täter | Politische Ausrichtung   | Mittel                                                  | Ziel                  | Tote | Verletzte | Hintergrund                   |
| ------------------ | ------------ | ----------------- | ----- | ------------------------ | ------------------------------------------------------- | --------------------- | ---- | --------- | ----------------------------- |
| 17. Januar 1983    | San Salvador | [ 78 ]            | FMLN  | marxistisch-leninistisch | Automatische Schusswaffe(n)                             | Militäreinheit        | 30   | 0         | Salvadorianischer Bürgerkrieg |
| 31. Januar 1983    | Usulután     | [ 79 ]            | FMLN  | marxistisch-leninistisch | Automatische Schusswaffe(n)                             | Stadt                 | 60   | 0         | Salvadorianischer Bürgerkrieg |
| 12. Februar 1983   | San Salvador | [ 80 ]            | FMLN  | marxistisch-leninistisch | Automatische Schusswaffe(n)                             | Militär-Lkw, Soldaten | 20   | 50        | Salvadorianischer Bürgerkrieg |
| 12. Februar 1983   | Suchitoto    | [ 81 ]            | FMLN  | marxistisch-leninistisch | Automatische Schusswaffe(n)                             | Militäreinheit        | 37   | 40        | Salvadorianischer Bürgerkrieg |
| 14. Februar 1983   | La Paz       | [ 82 ]            | FMLN  | marxistisch-leninistisch | Automatische Schusswaffe(n)                             | Militäreinheit        | 41   | 0         | Salvadorianischer Bürgerkrieg |
| 18. Februar 1983   | Morazán      | [ 83 ]            | FMLN  | marxistisch-leninistisch | Automatische Schusswaffe(n)                             | Militäreinheit        | 31   | 5         | Salvadorianischer Bürgerkrieg |
| 21. Februar 1983   | Chalatenango | [ 84 ]            | FMLN  | marxistisch-leninistisch | Automatische Schusswaffe(n)                             | Militäreinheit        | 30   | 0         | Salvadorianischer Bürgerkrieg |
| 15. März 1983      | Cuscatlán    | [ 85 ]            | FMLN  | marxistisch-leninistisch | Automatische Schusswaffe(n)                             | Militäreinheit        | 21   | 0         | Salvadorianischer Bürgerkrieg |
| 15. April 1983     | Usulután     | [ 86 ]            | FMLN  | marxistisch-leninistisch | Automatische Schusswaffe(n)                             | Stadt                 | 40   | 0         | Salvadorianischer Bürgerkrieg |
| 29. April 1983     | La Unión     | [ 87 ]            | FMLN  | marxistisch-leninistisch | Automatische Schusswaffe(n), Sprengstoff, Brandstiftung | Dorf                  | 58   | 0         | Salvadorianischer Bürgerkrieg |
| 29. April 1983     | La Unión     | [ 88 ]            | FMLN  | marxistisch-leninistisch | Automatische Schusswaffe(n), Sprengstoff                | Brücke                | 50   | 0         | Salvadorianischer Bürgerkrieg |
| 02. Mai 1983       | San Salvador | [ 89 ]            | FMLN  | marxistisch-leninistisch | Automatische Schusswaffe(n)                             | Militäreinheit        | 28   | 0         | Salvadorianischer Bürgerkrieg |
| 08. Mai 1983       | Cabanas      | [ 90 ]            | FMLN  | marxistisch-leninistisch | Automatische Schusswaffe(n)                             | Stadt                 | 120  | 0         | Salvadorianischer Bürgerkrieg |
| 11. Mai 1983       | Cabanas      | [ 91 ]            | FMLN  | marxistisch-leninistisch | Automatische Schusswaffe(n)                             | Militäreinheit        | 102  | 0         | Salvadorianischer Bürgerkrieg |
| 05. Juni 1983      | Cuscatlán    | [ 92 ]            | FMLN  | marxistisch-leninistisch | Automatische Schusswaffe(n)                             | Dorf                  | 32   | 18        | Salvadorianischer Bürgerkrieg |
| 05. Juni 1983      | Cuscatlán    | [ 93 ]            | FMLN  | marxistisch-leninistisch | Automatische Schusswaffe(n)                             | Dorf                  | 22   | 0         | Salvadorianischer Bürgerkrieg |
| 21. Juni 1983      | San Miguel   | [ 94 ]            | FMLN  | marxistisch-leninistisch | Automatische Schusswaffe(n)                             | Militäreinheit        | 40   | 0         | Salvadorianischer Bürgerkrieg |
| 22. Juni 1983      | Suchitoto    | [ 95 ]            | FMLN  | marxistisch-leninistisch | Schusswaffe(n), Sprengstoff                             | Brücke                | 25   | 0         | Salvadorianischer Bürgerkrieg |
| 07. Juli 1983      | Usulután     | [ 96 ]            | FMLN  | marxistisch-leninistisch | Automatische Schusswaffe(n)                             | Dorf                  | 24   | 0         | Salvadorianischer Bürgerkrieg |
| 07. August 1983    | Usulután     | [ 97 ]            | FMLN  | marxistisch-leninistisch | Automatische Schusswaffe(n)                             | Militäreinheit        | 25   | 0         | Salvadorianischer Bürgerkrieg |
| 10. August 1983    | La Libertad  | [ 98 ]            | FMLN  | marxistisch-leninistisch | Automatische Schusswaffe(n)                             | Militäreinheit        | 11   | 23        | Salvadorianischer Bürgerkrieg |
| 22. August 1983    | San Vicente  | [ 99 ]            | FMLN  | marxistisch-leninistisch | Automatische Schusswaffe(n)                             | Militäreinheit        | 31   | 0         | Salvadorianischer Bürgerkrieg |
| 04. September 1983 | San Miguel   | [ 100 ]           | FMLN  | marxistisch-leninistisch | Automatische Schusswaffe(n)                             | Stadt                 | 30   | 48        | Salvadorianischer Bürgerkrieg |
| 08. September 1983 | Usulután     | [ 101 ]           | FMLN  | marxistisch-leninistisch | Automatische Schusswaffe(n)                             | Militär               | 4    | 30        | Salvadorianischer Bürgerkrieg |
| 14. September 1983 | Usulután     | [ 102 ]           | FMLN  | marxistisch-leninistisch | Automatische Schusswaffe(n)                             | Militäreinheit        | 38   | 0         | Salvadorianischer Bürgerkrieg |
| 18. September 1983 | San Miguel   | [ 103 ]           | FMLN  | marxistisch-leninistisch | Automatische Schusswaffe(n)                             | Militäreinheit        | 49   | 0         | Salvadorianischer Bürgerkrieg |
| 05. Oktober 1983   | San Vicente  | [ 104 ]           | FMLN  | marxistisch-leninistisch | Automatische Schusswaffe(n)                             | Militäreinheit        | 165  | 15        | Salvadorianischer Bürgerkrieg |
| 15. November 1983  | Morazán      | [ 105 ]           | FMLN  | marxistisch-leninistisch | Automatische Schusswaffe(n)                             | Militäreinheit        | 22   | 0         | Salvadorianischer Bürgerkrieg |
| 17. November 1983  | Usulután     | [ 106 ]           | FMLN  | marxistisch-leninistisch | Automatische Schusswaffe(n)                             | Militäreinheit        | 40   | 0         | Salvadorianischer Bürgerkrieg |

## 1984
| Datum/Beginn       | Ort               | Artikel, Beleg(e) | Täter | Politische Ausrichtung   | Mittel                                   | Ziel                 | Tote | Verletzte | Hintergrund                   |
| ------------------ | ----------------- | ----------------- | ----- | ------------------------ | ---------------------------------------- | -------------------- | ---- | --------- | ----------------------------- |
| 22. Januar 1984    | San Salvador      | [ 107 ]           |       |                          | Granate(n)                               | Markt                | 1    | 40        | Salvadorianischer Bürgerkrieg |
| 08. Februar 1984   | San Salvador      | [ 108 ]           | FMLN  | marxistisch-leninistisch | Automatische Schusswaffe(n), Mörser      | Militärposten        | 29   | 2         | Salvadorianischer Bürgerkrieg |
| 10. Februar 1984   | La Unión          | [ 109 ]           | FMLN  | marxistisch-leninistisch | Automatische Schusswaffe(n)              | Militäreinheit       | 22   | 14        | Salvadorianischer Bürgerkrieg |
| 20. Februar 1984   | San Miguel        | [ 110 ]           | FMLN  | marxistisch-leninistisch | Automatische Schusswaffe(n)              | Militäreinheit       | 25   | 0         | Salvadorianischer Bürgerkrieg |
| 27. Februar 1984   | Chalatenango      | [ 111 ]           | FMLN  | marxistisch-leninistisch | Automatische Schusswaffe(n), Sprengstoff | Züge                 | 40   | 0         | Salvadorianischer Bürgerkrieg |
| 04. März 1984      | Ciudad Barrios    | [ 112 ]           | FMLN  | marxistisch-leninistisch | Automatische Schusswaffe(n)              | Militäreinheit       | 45   | 0         | Salvadorianischer Bürgerkrieg |
| 15. März 1984      | Cuscatlán         | [ 113 ]           | FMLN  | marxistisch-leninistisch | Automatische Schusswaffe(n)              | Dorf                 | 39   | 0         | Salvadorianischer Bürgerkrieg |
| 26. März 1984      | San Vicente       | [ 114 ]           | FMLN  | marxistisch-leninistisch | Automatische Schusswaffe(n)              | Militäreinheit       | 29   | 7         | Salvadorianischer Bürgerkrieg |
| 05. April 1984     | Ciudad Barrios    | [ 115 ]           | FMLN  | marxistisch-leninistisch | Automatische Schusswaffe(n)              | Militäreinheit       | 60   | 50        | Salvadorianischer Bürgerkrieg |
| 16. April 1984     | San Vicente       | [ 116 ]           | FMLN  | marxistisch-leninistisch | Automatische Schusswaffe(n), Rakete(n)   | Militäreinheit       | 37   | 0         | Salvadorianischer Bürgerkrieg |
| 21. April 1984     | San Vicente       | [ 117 ]           | FMLN  | marxistisch-leninistisch | Automatische Schusswaffe(n)              | Militärkonvoi        | 38   | 15        | Salvadorianischer Bürgerkrieg |
| 03. Mai 1984       | Cabañas           | [ 118 ]           | FMLN  | marxistisch-leninistisch | Automatische Schusswaffe(n)              | Militäreinheit       | 40   | 0         | Salvadorianischer Bürgerkrieg |
| 14. Juli 1984      | Chalatenango      | [ 119 ]           | FMLN  | marxistisch-leninistisch | Sprengstoff, Automatische Gewehre        | Güterzug, Polizisten | 31   | 4         | Salvadorianischer Bürgerkrieg |
| 30. Juli 1984      | La Libertad       | [ 120 ]           | FMLN  | marxistisch-leninistisch | Automatische Schusswaffe(n)              | Zivilschutzposten    | 51   | 12        | Salvadorianischer Bürgerkrieg |
| 14. August 1984    | Santiago de María | [ 121 ]           | FMLN  | marxistisch-leninistisch | Automatische Schusswaffe(n)              | Militäreinheit       | 12   | 20        | Salvadorianischer Bürgerkrieg |
| 21. August 1984    | La Paz            | [ 122 ]           | FMLN  | marxistisch-leninistisch |                                          | Militäreinheit       | 5    | 25        | Salvadorianischer Bürgerkrieg |
| 03. September 1984 | Chalatenango      | [ 123 ]           | FMLN  | marxistisch-leninistisch | Automatische Schusswaffe(n)              | Militäreinheit       | 28   | 50        | Salvadorianischer Bürgerkrieg |
| 09. November 1984  | Suchitoto         | [ 124 ]           | FMLN  | marxistisch-leninistisch | Automatische Schusswaffe(n)              | Stadt                | 80   | 32        | Salvadorianischer Bürgerkrieg |
| 13. November 1984  | Usulután          | [ 125 ]           | FMLN  | marxistisch-leninistisch | Automatische Schusswaffe(n)              | Militäreinheit       | 25   | 0         | Salvadorianischer Bürgerkrieg |

## 1985
| Datum/Beginn      | Ort                      | Artikel, Beleg(e)                                               | Täter | Politische Ausrichtung   | Mittel                                  | Ziel                      | Tote     | Verletzte | Hintergrund                   |
| ----------------- | ------------------------ | --------------------------------------------------------------- | ----- | ------------------------ | --------------------------------------- | ------------------------- | -------- | --------- | ----------------------------- |
| 08. Januar 1985   | San Vicente              | [ 126 ]                                                         | FMLN  | marxistisch-leninistisch | Automatische Schusswaffe(n)             | Militäreinheit            | 45       | 0         | Salvadorianischer Bürgerkrieg |
| 08. April 1985    | La Paz                   | [ 127 ]                                                         | FMLN  | marxistisch-leninistisch | Automatische Schusswaffe(n)             | Dorf                      | 25       | 0         | Salvadorianischer Bürgerkrieg |
| 30. April 1985    | Chalatenango             | [ 128 ]                                                         | FMLN  | marxistisch-leninistisch | Automatische Schusswaffe(n)             | Dorf                      | 60       | 0         | Salvadorianischer Bürgerkrieg |
| 01. Juli 1985     | Usulután                 | [ 129 ]                                                         | FMLN  | marxistisch-leninistisch | Automatische Schusswaffe(n)             | Militäreinheit            | 31       | 0         | Salvadorianischer Bürgerkrieg |
| 07. Juli 1985     | Berlín                   | [ 130 ]                                                         | FMLN  | marxistisch-leninistisch | Automatische Schusswaffe(n)             | Militäreinheit            | 20       | 0         | Salvadorianischer Bürgerkrieg |
| 28. August 1985   | Departamento San Vicente | [ 131 ]                                                         | FMLN  | marxistisch-leninistisch | Automatische Schusswaffe(n)             | Militäreinheit            | 26       | 0         | Salvadorianischer Bürgerkrieg |
| 09. Oktober 1985  | San Miguel               | [ 132 ] [ 133 ] [ 134 ] [ 135 ] [ 136 ] [ 137 ] [ 138 ] [ 139 ] | FMLN  | marxistisch-leninistisch | Automatische Schusswaffe(n)             | Militärkonvoi(s)          | 80       | 0         | Salvadorianischer Bürgerkrieg |
| 10. Oktober 1985  | La Unión                 | [ 140 ]                                                         | FMLN  | marxistisch-leninistisch | Granaten, Gewehre, Panzerfäuste, Mörser | Militärausbildungszentrum | 42 (+10) | 60        | Salvadorianischer Bürgerkrieg |
| 11. Dezember 1985 | Guazapa                  | [ 141 ]                                                         | FMLN  | marxistisch-leninistisch | Automatische Schusswaffe(n)             | Militäreinheit            | 70       | 0         | Salvadorianischer Bürgerkrieg |
| 11. Dezember 1985 | Chalatenango             | [ 142 ]                                                         | FMLN  | marxistisch-leninistisch | Automatische Schusswaffe(n)             | Militäreinheit            | 30       | 0         | Salvadorianischer Bürgerkrieg |

## 1986
| Datum/Beginn      | Ort          | Artikel, Beleg(e) | Täter     | Politische Ausrichtung   | Mittel                                 | Ziel           | Tote | Verletzte | Hintergrund                   |
| ----------------- | ------------ | ----------------- | --------- | ------------------------ | -------------------------------------- | -------------- | ---- | --------- | ----------------------------- |
| 12. Januar 1986   | Cuscatlán    | [ 143 ]           | FMLN      | marxistisch-leninistisch | Automatische Schusswaffe(n)            | Militäreinheit | 25   | 13        | Salvadorianischer Bürgerkrieg |
| 21. Mai 1986      | Chalatenango | [ 144 ]           | FMLN      | marxistisch-leninistisch | Automatische Schusswaffe(n)            | Stadt          | 30   | 0         | Salvadorianischer Bürgerkrieg |
| 04. November 1986 | San Salvador | [ 145 ]           | Guerillas |                          |                                        |                | 15   | 21        | Salvadorianischer Bürgerkrieg |
| 08. November 1986 | La Paz       | [ 146 ]           | FMLN      | marxistisch-leninistisch | Automatische Schusswaffe(n), Landminen | Militärkonvoi  | 27   | 0         | Salvadorianischer Bürgerkrieg |
| 07. Dezember 1986 | La Unión     | [ 147 ]           | FMLN      | marxistisch-leninistisch | Automatische Schusswaffe(n)            | Militärposten  | 27   | 33        | Salvadorianischer Bürgerkrieg |

## 1987
| Datum/Beginn      | Ort          | Artikel, Beleg(e) | Täter     | Politische Ausrichtung   | Mittel                                         | Ziel               | Tote | Verletzte | Hintergrund                   |
| ----------------- | ------------ | ----------------- | --------- | ------------------------ | ---------------------------------------------- | ------------------ | ---- | --------- | ----------------------------- |
| 06. Januar 1987   | Morazán      | [ 148 ]           | Guerillas |                          |                                                | Militäraußenposten | 28   | 0         | Salvadorianischer Bürgerkrieg |
| 13. Februar 1987  | Morazán      | [ 149 ]           | FMLN      | marxistisch-leninistisch |                                                | Dorf               | 49   | 0         | Salvadorianischer Bürgerkrieg |
| 31. März 1987     | Chalatenango | [ 150 ]           | FMLN      | marxistisch-leninistisch | Automatische Schusswaffe(n), Mörser, Rakete(n) | Militärstützpunkt  | 70   | 130       | Salvadorianischer Bürgerkrieg |
| 01. Mai 1987      | Morazán      | [ 151 ]           | FMLN      | marxistisch-leninistisch | Automatische Schusswaffe(n), Rakete(n)         | Militärstützpunkt  | 18   | 28        | Salvadorianischer Bürgerkrieg |
| 17. August 1987   | Cabañas      | [ 152 ]           | FMLN      | marxistisch-leninistisch | Automatische Schusswaffe(n)                    | Militärkonvoi      | 11   | 21        | Salvadorianischer Bürgerkrieg |
| 21. November 1987 | Morazán      | [ 153 ]           | FMLN      | marxistisch-leninistisch | Automatische Schusswaffe(n)                    | Militäreinheit     | 20   | 0         | Salvadorianischer Bürgerkrieg |
| 28. Dezember 1987 | La Libertad  | [ 154 ]           | FMLN      | marxistisch-leninistisch | Automatische Schusswaffe(n)                    | Militäreinheit     | 0    | 20        | Salvadorianischer Bürgerkrieg |

## 1988
| Datum/Beginn       | Ort          | Artikel, Beleg(e) | Täter | Politische Ausrichtung   | Mittel                                   | Ziel                 | Tote | Verletzte | Hintergrund                   |
| ------------------ | ------------ | ----------------- | ----- | ------------------------ | ---------------------------------------- | -------------------- | ---- | --------- | ----------------------------- |
| 15. Januar 1988    | Usulután     | [ 155 ]           | FMLN  | marxistisch-leninistisch | Automatische Schusswaffe(n)              | Militärstützpunkt    | 0    | 27        | Salvadorianischer Bürgerkrieg |
| 17. Februar 1988   | Usulután     | [ 156 ]           | FMLN  | marxistisch-leninistisch | Automatische Schusswaffe(n)              | Militärhauptquartier | 45   | 0         | Salvadorianischer Bürgerkrieg |
| 12. Mai 1988       | Cabañas      | [ 157 ]           | FMLN  | marxistisch-leninistisch | Automatische Schusswaffe(n), Sprengstoff |                      | 25   | 17        | Salvadorianischer Bürgerkrieg |
| 27. Juli 1988      | Zacatecoluca | [ 158 ]           | FMLN  | marxistisch-leninistisch | Automatische Schusswaffe(n)              | Militärfahrzeuge     | 20   | 0         | Salvadorianischer Bürgerkrieg |
| 23. September 1988 | Morazán      | [ 159 ]           | FMLN  | marxistisch-leninistisch | Automatische Schusswaffe(n)              | Militäreinheit       | 25   | 0         | Salvadorianischer Bürgerkrieg |
| 01. November 1988  | San Salvador | [ 160 ]           | FMLN  | marxistisch-leninistisch | Automatische Schusswaffe(n), Mörser      | Militärhauptquartier | 6    | 29        | Salvadorianischer Bürgerkrieg |
| 29. Dezember 1988  | Usulután     | [ 161 ]           | FMLN  | marxistisch-leninistisch | Automatische Schusswaffe(n)              | Militärkonvoi        | 1    | 40        | Salvadorianischer Bürgerkrieg |

## 1989
| Datum/Beginn       | Ort          | Artikel, Beleg(e) | Täter | Politische Ausrichtung   | Mittel                      | Ziel                          | Tote | Verletzte | Hintergrund                   |
| ------------------ | ------------ | ----------------- | ----- | ------------------------ | --------------------------- | ----------------------------- | ---- | --------- | ----------------------------- |
| 27. Januar 1989    | Santa Ana    | [ 162 ]           | FMLN  | marxistisch-leninistisch | Sprengstoff                 | Militärfahrzeug               | 0    | 25        | Salvadorianischer Bürgerkrieg |
| 04. Mai 1989       | La Paz       | [ 163 ]           | FMLN  | marxistisch-leninistisch | Sprengfalle                 |                               | 4    | 20        | Salvadorianischer Bürgerkrieg |
| 22. Dezember 1989  | Chalatenango | [ 164 ]           | FMLN  | marxistisch-leninistisch | Sprengstoff                 | Militär-Kommunikationszentrum | 13   | 25        | Salvadorianischer Bürgerkrieg |
| 24. Dezember 1989  | San Salvador | [ 165 ]           | FMLN  | marxistisch-leninistisch | Sprengstoff                 | Markt                         | 3    | 30        | Salvadorianischer Bürgerkrieg |
| 16. August 1989    | Chalatenango | [ 166 ]           | FMLN  | marxistisch-leninistisch | Automatische Schusswaffe(n) | Militäreinheit                | 25   | 0         | Salvadorianischer Bürgerkrieg |
| 16. August 1989    | San Miguel   | [ 167 ]           | FMLN  | marxistisch-leninistisch | Automatische Schusswaffe(n) | Militäreinheit                | 30   | 0         | Salvadorianischer Bürgerkrieg |
| 05. September 1989 | Morazán      | [ 168 ]           | FMLN  | marxistisch-leninistisch | Automatische Schusswaffe(n) | Militärstützpunkt             | 2    | 25        | Salvadorianischer Bürgerkrieg |
| 31. Oktober 1989   | San Salvador | [ 169 ]           |       |                          | Sprengstoff                 | Gebäude                       | 10   | 26        | Salvadorianischer Bürgerkrieg |

## 1990
| Datum/Beginn      | Ort          | Artikel, Beleg(e) | Täter | Politische Ausrichtung   | Mittel                      | Ziel                    | Tote | Verletzte | Hintergrund                   |
| ----------------- | ------------ | ----------------- | ----- | ------------------------ | --------------------------- | ----------------------- | ---- | --------- | ----------------------------- |
| 09. März 1990     | San Miguel   | [ 170 ]           | FMLN  | marxistisch-leninistisch | Automatische Schusswaffe(n) | Militäreinheit          | 18   | 30        | Salvadorianischer Bürgerkrieg |
| 02. April 1990    | La Libertad  | [ 171 ]           | FMLN  | marxistisch-leninistisch | Sprengstoff                 | Polizeitrainingszentrum | 6    | 27        | Salvadorianischer Bürgerkrieg |
| 27. November 1990 | Usulután     | [ 172 ]           | FMLN  | marxistisch-leninistisch | Automatische Schusswaffe(n) | Militäreinheit          | 15   | 25        | Salvadorianischer Bürgerkrieg |
| 10. Dezember 1990 | Chalatenango | [ 173 ]           | FMLN  | marxistisch-leninistisch | Automatische Schusswaffe(n) | Militäreinheiten        | 96   | 0         | Salvadorianischer Bürgerkrieg |
| 11. Dezember 1990 | San Miguel   | [ 174 ]           | FMLN  | marxistisch-leninistisch | Automatische Schusswaffe(n) | Militäreinheit          | 41   | 8         | Salvadorianischer Bürgerkrieg |

## 1991
| Datum/Beginn    | Ort                | Artikel, Beleg(e) | Täter | Politische Ausrichtung   | Mittel                      | Ziel           | Tote | Verletzte | Hintergrund                   |
| --------------- | ------------------ | ----------------- | ----- | ------------------------ | --------------------------- | -------------- | ---- | --------- | ----------------------------- |
| 01. März 1991   | Cabañas            | [ 175 ]           | FMLN  | marxistisch-leninistisch | Automatische Schusswaffe(n) |                | 23   | 10        | Salvadorianischer Bürgerkrieg |
| 15. März 1991   | Usulután           | [ 176 ]           | FMLN  | marxistisch-leninistisch | Automatische Schusswaffe(n) | Militäreinheit | 30   | 10        | Salvadorianischer Bürgerkrieg |
| 31. Juli 1991   | San Vicente        | [ 177 ]           | FMLN  | marxistisch-leninistisch | Automatische Schusswaffe(n) | Militäreinheit | 30   | 0         | Salvadorianischer Bürgerkrieg |
| 03. August 1991 | San Vicente        | [ 178 ]           | FMLN  | marxistisch-leninistisch | Automatische Schusswaffe(n) | Militäreinheit | 31   | 33        | Salvadorianischer Bürgerkrieg |
| 21. August 1991 | Ciudad San Vicente | [ 179 ]           | FMLN  | marxistisch-leninistisch | Automatische Schusswaffe(n) | Militäreinheit | 0    | 22        | Salvadorianischer Bürgerkrieg |